# Björn Kaas

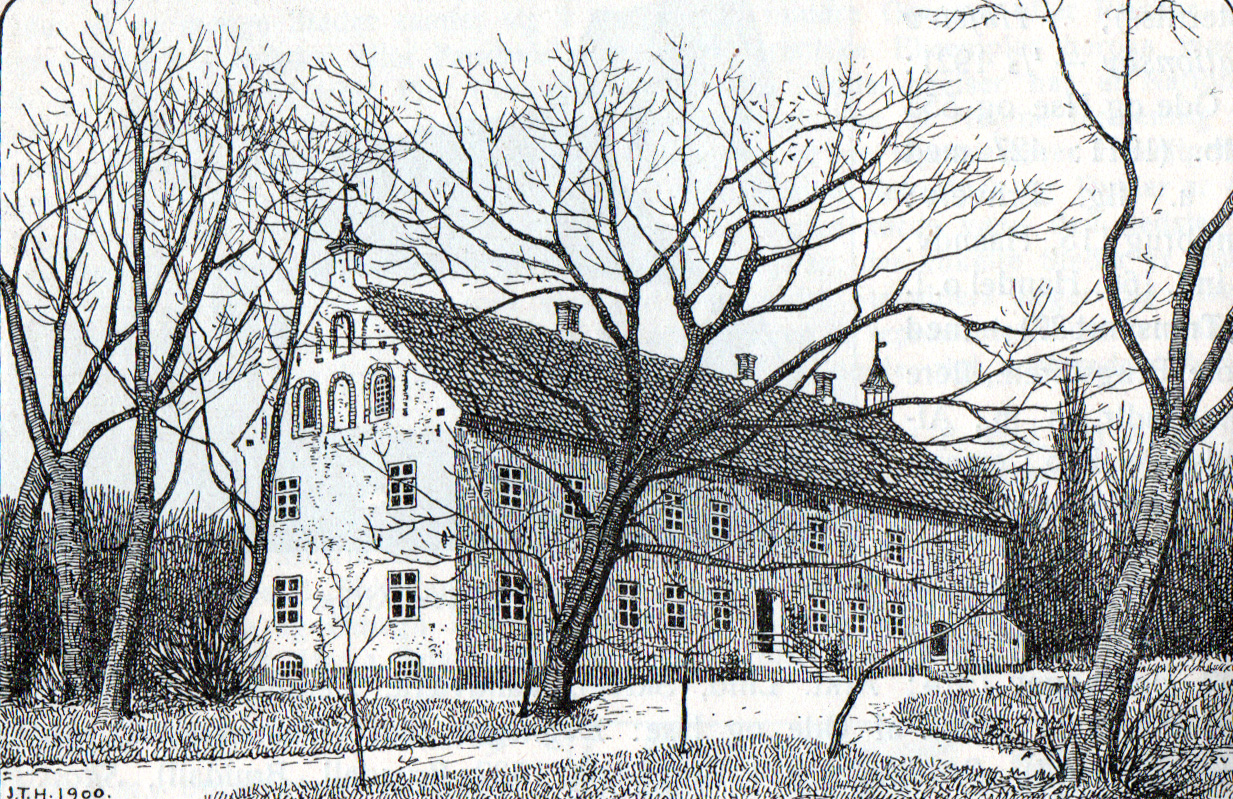
Stårup Hovedgård år 1900

Björn Kaas (danska: Bjørn Kaas), död 1581, till Stårup Hovedgård var ett danskt riksråd.
Han tillhörde släkten Sparre-Kaas och var bror till Niels Kaas (död 1594). I ungdomen var han hofsinde vid danska hovet och var som sådan med i det följe som 1548 ledsagade kungadottern Anna till Sachsen. Senare levde han ett oroligt liv utomlands. 
Efter hemkomsten hade han en mängd betydande förläningar. Dessa var Vordingborgs län 1561–1563, Helsingborgs län 1563–1565, Malmöhus län 1565–1580 och Bygholms län 1580–1581, till vilka tillkom olika mindre pantlän i Jylland och Skåne. 
I mars 1567 upptogs han i riksrådet, och kort därefter sändes han och Frands Brockenhuus med en styrka till Norge, där de kämpade vid Oslo och efter att ha mottagit förstärkning från Bergenhus tvingade svenskarna att upphäva belägringen av Akershus. I slutet av samma år var han en av ledarna för ett infall i Småland, som dock misslyckades, då de skånska bönderna, som utgjorde arméns huvudstyrka, gjorde myteri, så att fälttåget måste överges, och därefter kom han inte att spela någon större roll i krigföringen. 
På Malmöhus hade han under flera år (1568–1573) till uppgift att bevaka den berömde statsfången earlen av Bothwell, Maria Stuarts gemål. Kaas dog 26 mars 1581 på Bygholm. Förutom fädernegården Stårupgård vid Skive, vars huvudbyggnad han uppförde, ägde han Vangkjær, Kjærsgård och Ellinggård i Vendsyssel, Vorgaard i Hellums härad, Tybjærggård på Själland och Bjärsjöholm i Skåne, där han också uppförde en ny huvudbyggnad, vars rester finns ännu. Han ägde också en gård i huvudstaden Köpenhamn. En del av denna "godsrikedom" skylldes hans hustru, Christence Nielsdatter Rotfeldt, som överlevde honom (död 1601).
Niels Hemmingsens skrift Livsens Vej (1570) är tillägnat Björn Kaas.